# 大丈夫 (ji ma maの曲)
「大丈夫」（だいじょうぶ）は、ji ma maの9枚目のシングル。2009年4月22日発売。

## 概要
- 前作に引き続き、大洋薬品工業（現：武田テバファーマ）のCMソングとなった。
- 本人曰く、「『いつも支えてくれる大切な人』に向けて書いた曲です。今までもこれからも、どんな事も一緒に乗り越えて行けるから『大丈夫』という気持ちを歌にしました」[1]。
- 発売当初はオリコンシングルチャートの圏外であったが、沖縄の老舗レコード店・高良レコードでは発売から3週連続の1位を記録[1]。
- 同年5月12日に放送された日本テレビ系「誰も知らない泣ける歌」が同年3月にji ma maは名護市立嘉陽小学校の最後の卒業式で全校生徒11人と一緒に歌ったことを放送した。放送直後、着うたのダウンロードが瞬時に2万ダウンロードを突破し、レコチョクの着うたフルランキングの5月12日付けで2位となった[1]。後に、同年7月18日に放送されたTBS系「知っとこ!」に出演。パフォーマンスを受け、レコチョクの着うたフルランキングの7月18日付けで5位を獲得し、デイリーで1万ダウンロードを突破した[2]。
- ji ma maのシングルで唯一オリコンチャートに入った作品。

## 収録曲
（全作詞：ji ma ma）
1. 大丈夫
  - 作詞：松本有加／作曲：ji ma ma／編曲：羽毛田丈史
2. 大丈夫 CMヴァージョン
3. ブーゲンビレアの下で
  - 作曲：杉山勝彦／編曲：スエヨシヒデユキ
4. 大丈夫 Instrumental
5. ブーゲンビレアの下で Instrumental

## タイアップ
- 大洋薬品工業CMソング（M-1）
- 毎日放送2009年5月のおいしいうた（M-1）